# Jüdischer Friedhof (Stolzenau)

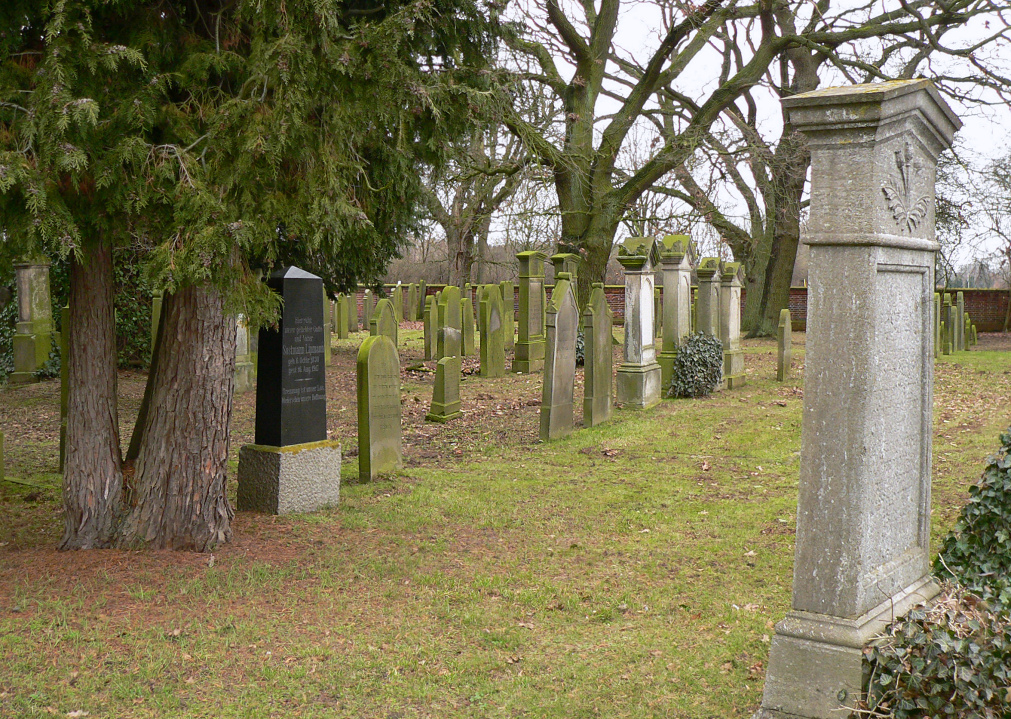
Blick auf den mit einer Backsteinmauer eingefriedeten Friedhof

Der Jüdische Friedhof Stolzenau ist ein Jüdischer Friedhof in Stolzenau (Landkreis Nienburg/Weser, Niedersachsen). Er ist ein geschütztes Kulturdenkmal.

## Beschreibung
Der 1.720 m² große Friedhof bestand bereits in der 1. Hälfte des 18. Jahrhunderts. Auf ihm befinden sich heute 134 jüdische Gräber. Auf ihm sind rund 150 Grabsteine für jüdische Verstorbene aus Stolzenau und Umgebung aus der Zeit ab 1729 vorhanden. Der Friedhof befindet sich an der Schinnaer Landstraße (L 351) zwischen Stolzenau und Schinna in Höhe des Kiesteiches (Flur 4, Flurstück 10).

## Geschichte

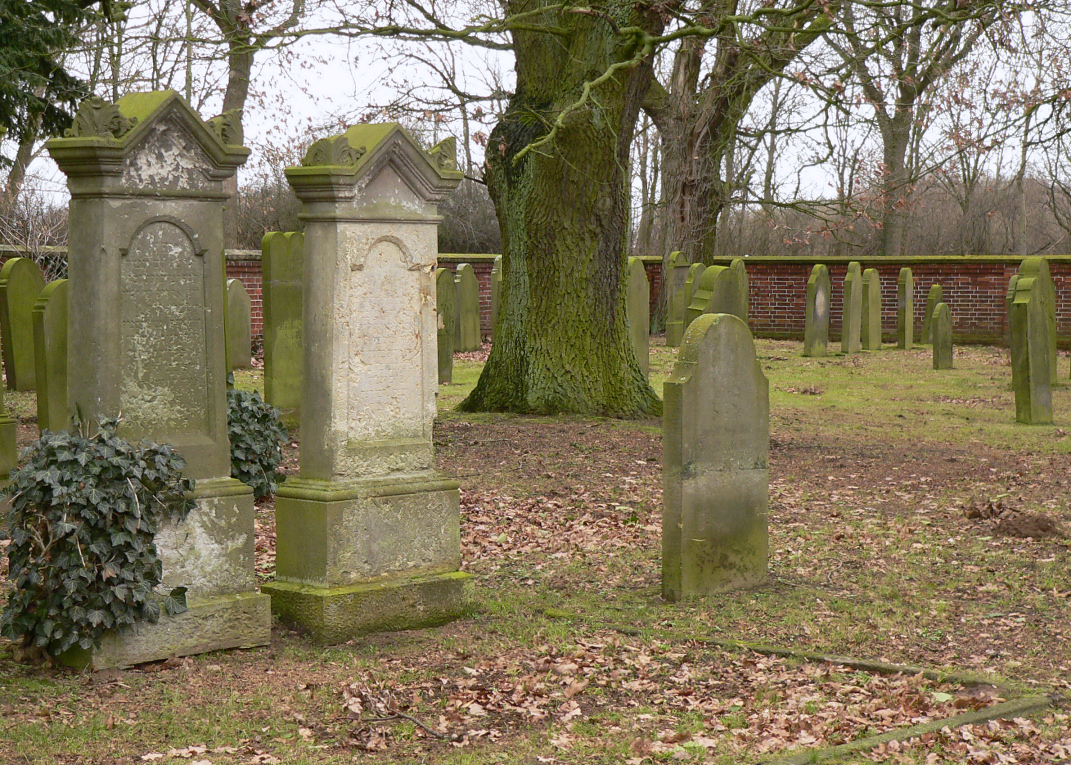
Grabsteine auf dem Friedhof

Der älteste Grabstein stammt aus dem Jahr 1729. Der Friedhof wurde 1953 und 1970 instand gesetzt. Seit 1960 befindet er sich im Besitz des Landesverbandes der Jüdischen Gemeinden von Niedersachsen.